# Duan Yingying
Duan Yingying (段莹莹S, Duàn YíngyíngP; Tientsin, 3 luglio 1989) è una tennista cinese inattiva dal 2021.
Buona doppista, in questa specialità si è aggiudicata cinque titoli WTA e raggiunto la 16ª posizione del ranking mondiale il 3 febbraio 2020. Vanta una finale Slam all'Open di Francia 2019, raggiunta in coppia con la connazionale Zheng Saisai.

## Carriera
Nel circuito ITF ha vinto quattordici titoli di cui undici in singolare e tre in doppio.
Fa il suo debutto nel circuito WTA al Guangzhou International Women's Open 2012, dove batte al primo turno la qualificata tailandese Luksika Kumkhum, perdendo poi al turno seguente dalla romena Sorana Cîrstea.
Nei Grandi Slam si è qualificata agli US Open del 2013, perdendo contro Caroline Wozniacki al primo turno. Supera le qualificazioni anche agli Australian Open del 2014.
Il 6 settembre 2014, Duan Yingying perde la prima finale in carriera a livello WTA al Suzhou Ladies Open venendo sconfitta in finale dalla tedesca Anna-Lena Friedsam con il punteggio di 1-6, 3-6.

## Statistiche WTA

### Singolare

#### Vittorie (1)
| Legenda               |
| --------------------- |
| Grande Slam (0)       |
| Ori olimpici (0)      |
| WTA Finals (0)        |
| Premier Mandatory (0) |
| Premier 5 (0)         |
| Premier (0)           |
| International (1)     |

| N. | Data          | Torneo                                              | Superficie | Avversaria in finale | Punteggio     |
| 1. | 7 agosto 2016 | Jiangxi International Women's Tennis Open, Nanchang | Cemento    | Vania King           | 1-6, 6-4, 6-2 |

### Doppio

#### Vittorie (3)
| Legenda               |
| --------------------- |
| Grande Slam (0)       |
| Ori Olimpici (0)      |
| WTA Finals (0)        |
| WTA Elite Trophy (1)  |
| Premier Mandatory (0) |
| Premier 5 (1)         |
| Premier (0)           |
| International (1)     |

| N. | Data              | Torneo                   | Superficie  | Compagna             | Avversarie in finale          | Punteggio      |
| 1. | 5 novembre 2017   | WTA Elite Trophy, Zhuhai | Cemento (i) | Han Xinyun           | Lu Jingjing Zhang Shuai       | 6-2, 6-1       |
| 2. | 4 febbraio 2018   | Taiwan Open, Taipei      | Cemento (i) | Wang Yafan           | Nao Hibino Oksana Kalašnikova | 7-6(4), 7-6(5) |
| 3. | 28 settembre 2019 | Wuhan Open, Wuhan        | Cemento     | Veronika Kudermetova | Elise Mertens Aryna Sabalenka | 7-6(2), 6-2    |

#### Sconfitte (5)
| Legenda               |
| --------------------- |
| Grande Slam (1)       |
| Ori Olimpici (0)      |
| WTA Finals (0)        |
| WTA Elite Trophy (1)  |
| Premier Mandatory (0) |
| Premier 5 (0)         |
| Premier (0)           |
| International (3)     |

| N. | Data            | Torneo                                   | Superficie  | Compagna        | Avversarie in finale                  | Punteggio        |
| 1. | 5 gennaio 2019  | Shenzhen Open, Shenzhen                  | Cemento     | Renata Voráčová | Peng Shuai Yang Zhaoxuan              | 4-6, 3-6         |
| 2. | 25 maggio 2019  | Internationaux de Strasbourg, Strasburgo | Terra rossa | Han Xinyun      | Dar'ja Gavrilova Ellen Perez          | 4-6, 3-6         |
| 3. | 9 giugno 2019   | Open di Francia, Parigi                  | Terra rossa | Zheng Saisai    | Tímea Babos Kristina Mladenovic       | 2-6, 3-6         |
| 4. | 27 ottobre 2019 | WTA Elite Trophy, Zhuhai                 | Cemento (i) | Yang Zhaoxuan   | Ljudmyla Kičenok Andreja Klepač       | 3-6, 3-6         |
| 5. | 12 gennaio 2020 | Shenzhen Open, Shenzhen (2)              | Cemento     | Zheng Saisai    | Barbora Krejčíková Kateřina Siniaková | 2-6, 6-3, [4-10] |

## Circuito WTA 125

### Singolare

#### Sconfitte (1)
| N. | Data             | Torneo                     | Superficie | Avversaria in finale | Punteggio |
| 1. | 6 settembre 2014 | Suzhou Ladies Open, Suzhou | Cemento    | Anna-Lena Friedsam   | 1-6, 3-6  |

### Doppio

#### Vittorie (2)
| N. | Data             | Torneo                                          | Superficie | Compagna   | Avversarie in finale              | Punteggio   |
| 1. | 12 novembre 2017 | Hua Hin Open, Hua Hin                           | Cemento    | Wang Yafan | Dalila Jakupovič Irina Chromačëva | 6-3, 6-3    |
| 2. | 22 aprile 2018   | Biyuan Zhengzhou Women's Tennis Open, Zhengzhou | Cemento    | Wang Yafan | Naomi Broady Yanina Wickmayer     | 7-6(5), 6-3 |

#### Sconfitte (1)
| N. | Data           | Torneo               | Superficie  | Compagna   | Avversarie in finale     | Punteggio |
| 1. | 28 aprile 2019 | Kunming Open, Anning | Terra rossa | Han Xinyun | Peng Shuai Yang Zhaoxuan | 5-7, 2-6  |

## Statistiche ITF

### Singolare

#### Vittorie (11)
| Torneo $100.000 (0) |
| Torneo $80.000 (0)  |
| Torneo $75.000 (0)  |
| Torneo $60.000 (0)  |
| Torneo $50.000 (1)  |
| Torneo $25.000 (6)  |
| Torneo $15.000 (0)  |
| Torneo $10.000 (4)  |

| N.  | Data             | Torneo                                     | Superficie | Avversaria in finale | Score                  |
| 1.  | 15 febbraio 2009 | ITF Women's Circuit Jiangmen, Jiangmen     | Cemento    | Xie Yan-ze           | 6-2, 6-4               |
| 2.  | 31 maggio 2009   | ITF Women's Circuit New Delhi, New Delhi   | Cemento    | Keren Shlomo         | 6-3, 6-4               |
| 3.  | 4 aprile 2010    | ITF Women's Circuit Nanjing, Nanchino      | Cemento    | Liu Wang-Ting        | 6-4, 7-6               |
| 4.  | 4 luglio 2010    | Anhui Tennis Center, Hefei                 | Cemento    | Zheng Saisai         | 6-3, 6-4               |
| 5.  | 4 marzo 2012     | Configure Express Pro, Wellington          | Cemento    | Sandra Zaniewska     | 6-1, 6-4               |
| 6.  | 27 maggio 2012   | Changwon Women's Open, Changwon            | Cemento    | Zhang Ling           | 6-4, 6-3               |
| 7.  | 3 giugno 2012    | Gimcheon Women's Open, Gimcheon            | Cemento    | Chanel Simmonds      | 6-2, 6-1               |
| 8.  | 24 giugno 2012   | Goyang Women's Open, Goyang                | Cemento    | Zhang Ling           | 6-3, 6-3               |
| 9.  | 26 maggio 2013   | Goyang Women's Open, Goyang                | Cemento    | Liu Fangzhou         | 6-3, 6-4               |
| 10. | 29 giugno 2014   | ITF Women's Circuit Xi'an, Xi'an           | Cemento    | Zhu Lin              | 4-6, 7-6(9), 6-4       |
| 11. | 19 luglio 2015   | ITF Women's Circuit Tianjin Open, Tianjing | Cemento    | Wang Qiang           | 4–6, 7–6(2), 3–0, ret. |

### Doppio

#### Vittorie (3)
| Torneo $100.000 (1) |
| Torneo $80.000 (1)  |
| Torneo $75.000 (0)  |
| Torneo $60.000 (0)  |
| Torneo $50.000 (0)  |
| Torneo $25.000 (0)  |
| Torneo $15.000 (0)  |
| Torneo $10.000 (1)  |

| N. | Data           | Torneo                               | Superficie | Partner    | Rivali in finale                  | Risultato        |
| 1. | 22 luglio 2012 | Women's Hospital Classic, Evansville | Cemento    | Xu Yifan   | Mallory Burdette Natalie Pluskota | 6-2, 6-3         |
| 2. | 4 maggio 2019  | Kangaroo Cup, Gifu                   | Cemento    | Han Xinyun | Akiko Ōmae Peangtarn Plipuech     | 6–3, 4-6, [10-4] |
| 3. | 16 giugno 2019 | Manchester Trophy, Manchester        | Erba       | Zhu Lin    | Robin Anderson Laura-Ioana Paar   | 6-4, 6-3         |

## Risultati in progressione
| Sigla | Risultato               |
| ----- | ----------------------- |
| V     | Vincitore               |
| F     | Finalista               |
| SF    | Semifinalista           |
| O     | Oro olimpico            |
| A     | Argento olimpico        |
| SF    | Bronzo olimpico         |
| QF    | Quarti di Finale        |
| 4T    | Quarto turno            |
| 3T    | Terzo turno             |
| 2T    | Secondo turno           |
| 1T    | Primo turno             |
| RR    | Round Robin             |
| LQ    | Turno di qualificazione |
| A     | Assente                 |
| ND    | Non disputato           |

| Legenda superfici    |
| -------------------- |
| Cemento              |
| Terra battuta        |
| Erba                 |
| Superficie variabile |

### Singolare nei tornei del Grande Slam
| Torneo          | 2013 | 2014 | 2015 | 2016 | 2017 | V-S  |
| --------------- | ---- | ---- | ---- | ---- | ---- | ---- |
| Australian Open | Q3   | 1T   | 1T   | Q2   | 3T   | 2-3  |
| Open di Francia | A    | A    | Q1   | A    | 1T   | 0-1  |
| Wimbledon       | A    | A    | 2T   | 2T   | 1T   | 2-3  |
| US Open         | 1T   | 1T   | Q2   | 2T   | 2T   | 2-4  |
| Totale          | 0-1  | 0-2  | 1-2  | 2-2  | 3-4  | 6-11 |

### Doppio nei tornei del Grande Slam
Nessuna partecipazione

### Doppio misto nei tornei del Grande Slam
Nessuna partecipazione